# Polemannia
Polemannia, biljni rod iz porodice štitarki, smješten u tribus Heteromorpheae. Postoje tri priznate vrste grmova i polugrmova s juga Afrike (Južna Afrika, Lesoto)
Rod je opisan u Enumeratio Plantarum Africae Australis Extratropicae 347. 1837.

## Vrste
1. Polemannia grossulariifolia Eckl. & Zeyh.
2. Polemannia montana Schltr. & H.Wolff
3. Polemannia simplicior Hilliard & B.L.Burtt